# Лінія фронту

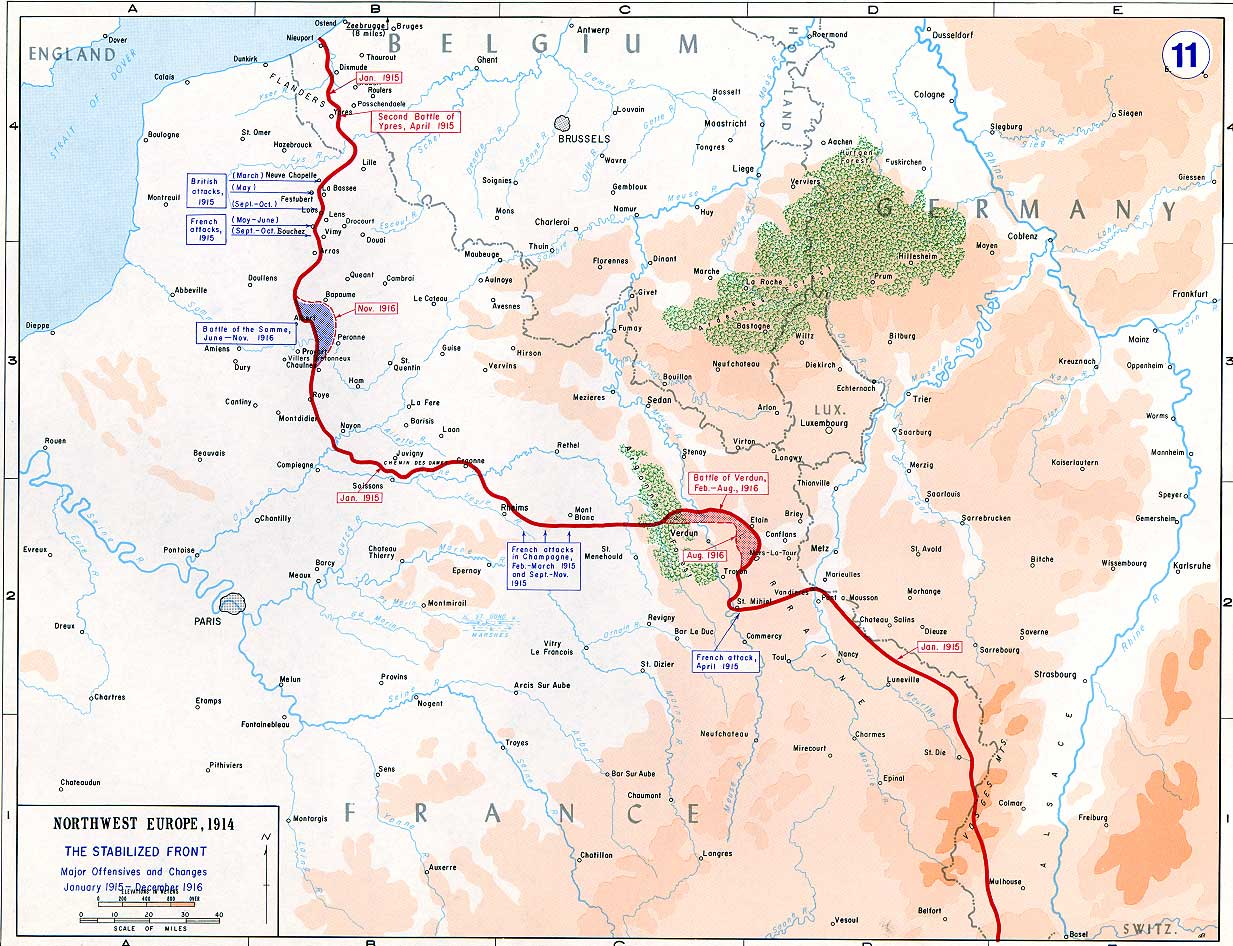
Лінія фронту на Західному театрі воєнних дій в 1915–1916 роках. Перша світова війна

Лі́нія фро́нту — лінія зіткнення передових підрозділів протиборчих сторін на театрі воєнних дій у ході ведення воєнних дій. 

## Історичний аспект
Поява ліній фронтів, як явища, пов'язана із зародженням нової форми воєнного мистецтва — військової операції та збільшенням розмаху бойових дій на початку 20 століття.

## Різновиди
Лінія фронту, як кордон (або межа) між супротивними військовими силами під час військового конфлікту, становить лінію розгортання військових формувань протиборчих сторін для їхнього зіткнення із противником. Лінія фронту може бути місцевою або тактичною (локальною), а також може простягатися по всьому театрові воєнних дій.

## Додатково
- Лінія фронту (фільм) — південнокорейський військовий фільм 2011 року, присвячений подіям перемир'я 1953 року.